# Alfred Paget
Alfred Paget (Londra, 2 giugno 1879 – Winnipeg, 8 ottobre 1919) è stato un attore britannico del cinema muto che lavorò a lungo con David W. Griffith. Era conosciuto anche con i nomi Alfred Padget, Al Padgett, Al Paget.

## Biografia
Nato in Inghilterra nel 1880, dal 1899 al 1903 servì nel reggimento della Royal Horse Guards, unità militare del British Army, partecipando alla guerra in Sud Africa e ricevendo la Queen's South Africa Medal.
Alfred Paget a 28 anni iniziò la sua carriera di attore negli Stati Uniti con Griffith. Il suo esordio fu nel cortometraggio A Smoked Husband: in undici anni, dal 1908 al 1919, girò circa duecentoquaranta film.
Attore caratterista, la maggior parte dei suoi ruoli sono quelli di personaggi di contorno: soldati, maggiordomi, domestici, indiani, poliziotti. Ma ebbe anche qualche ruolo da protagonista come, nel 1911, quello dell'amante indiano di Mabel Normand in The Squaw's Love, diretto sempre da Griffith o, nel 1915, a fianco di Lillian Gish, in Enoch Arden, adattamento per lo schermo del poema di Alfred Tennyson, un film diretto da Christy Cabanne che, poi, gli affidò poi anche il ruolo di Jim Bowie in Sotto l'unghia dei tiranni, ricostruzione della fine dei difensori di Alamo.
Paget fu nel cast di Intolerance: Love's Struggle Throughout the Ages nel ruolo del principe assiro, ultima sua partecipazione in un film di Griffith, regista con cui lavorò continuativamente in numerose pellicole dal 1908 al 1916.
Era sposato con Leila Halstead Paget. Morì nel 1919, a 40 anni.

## Filmografia

### Attore
- A Smoked Husband, regia di D.W. Griffith – cortometraggio (1908)
- The Zulu's Heart, regia di D.W. Griffith – cortometraggio (1908)
- Romance of a Jewess, regia di D.W. Griffith – cortometraggio (1908)
- The Song of the Shirt, regia di D.W. Griffith – cortometraggio (1908)
- The Politician's Love Story, regia di D.W. Griffith – cortometraggio (1909)
- The Slave, regia di D.W. Griffith – cortometraggio (1909)
- The Mended Lute, regia di D.W. Griffith – cortometraggio (1909)
- The Red Man's View, regia di D.W. Griffith – cortometraggio (1909)
- The Honor of His Family, regia di David W. Griffith (1910)
- The Woman from Mellon's, regia di David W. Griffith (1910)
- The Duke's Plan, regia di David W. Griffith (1910)
- The Newlyweds, regia di David W. Griffith (1910)
- The Thread of Destiny, regia di David W. Griffith (1910)
- In Old California, regia di David W. Griffith (1910)
- The Converts, regia di David W. Griffith (1910)
- The Love of Lady Irma, regia di Frank Powell  (1910)
- The Twisted Trail, regia di David W. Griffith (1910)
- Gold Is Not All, regia di David W. Griffith (1910)
- The Two Brothers, regia di D.W. Griffith (1910)
- A Romance of the Western Hills, regia di David W. Griffith (1910)
- The Way of the World, regia di David W. Griffith (1910)
- The Gold Seekers, regia di David W. Griffith – cortometraggio (1910)
- The Unchanging Sea, regia di David W. Griffith – cortometraggio (1910)
- Love Among the Roses, regia di David W. Griffith – cortometraggio (1910)
- Over Silent Paths, regia di David W. Griffith (1910)
- The Impalement, regia di David W. Griffith (1910)
- The Purgation, regia di David W. Griffith (1910)
- A Child of the Ghetto, regia di David W. Griffith (1910)
- A Victim of Jealousy, regia di David W. Griffith (1910)
- In the Border States, regia di David W. Griffith (1910)
- The Face at the Window, regia di D.W. Griffith (1910)
- The Marked Time-Table, regia di David W. Griffith (1910)
- A Child's Impulse, regia di David W. Griffith (1910)
- A Midnight Cupid, regia di David W. Griffith (1910)
- What the Daisy Said, regia di David W. Griffith (1910)
- A Child's Faith, regia di David W. Griffith (1910)
- A Flash of Light, regia di David W. Griffith (1910)
- As the Bells Rang Out!, regia di David W. Griffith (1910)
- The Call to Arms, regia di David W. Griffith (1910)
- Unexpected Help, regia di David W. Griffith (1910)
- An Arcadian Maid, regia di David W. Griffith (1910)
- Her Father's Pride, regia di David W. Griffith (1910)
- The House with Closed Shutters, regia di David W. Griffith (1910)
- A Salutary Lesson, regia di David W. Griffith (1910)
- The Usurer, regia di David W. Griffith  (1910)
- Wilful Peggy, regia di David W. Griffith (1910)
- The Modern Prodigal, regia di David W. Griffith (1910)
- Muggsy Becomes a Hero, regia di Frank Powell (1910)
- Little Angels of Luck, regia di David W. Griffith (1910)
- A Mohawk's Way, regia di David W. Griffith (1910)
- In Life's Cycle, regia di David W. Griffith (1910)
- The Oath and the Man, regia di David W. Griffith (1910)
- Rose O'Salem Town, regia di David W. Griffith (1910)
- Examination Day at School, regia di David W. Griffith (1910)
- The Iconoclast, regia di David W. Griffith (1910)
- That Chink at Golden Gulch, regia di David W. Griffith (1910)
- The Masher, regia di Frank Powell (1910)
- The Broken Doll, regia di David W. Griffith (1910)
- The Banker's Daughters, regia di David W. Griffith (1910)
- The Message of the Violin, regia di David W. Griffith (1910)
- Two Little Waifs, regia di David W. Griffith (1910)
- Waiter No. 5, regia di David W. Griffith (1910)
- The Fugitive, regia di David W. Griffith (1910)
- Simple Charity, regia di David W. Griffith (1910)
- The Song of the Wildwood Flute, regia di David W. Griffith (1910)
- A Plain Song, regia di David W. Griffith (1910)
- A Child's Stratagem, regia di David W. Griffith (1910)
- The Golden Supper, regia di David W. Griffith (1910)
- The Lesson, regia di David W. Griffith (1910)
- White Roses, regia di David W. Griffith e Frank Powell (1910)
- Winning Back His Love, regia di David W. Griffith (1910)
- The Two Paths, regia di David W. Griffith (1911)
- His Trust, regia di David W. Griffith (1911)
- Fate's Turning, regia di David W. Griffith (1911)
- The Poor Sick Men, regia di David W. Griffith e Frank Powell (1911)
- Three Sisters, regia di D.W. Griffith  (1911)
- Heart Beats of Long Ago, regia di David W. Griffith (1911)
- What Shall We Do with Our Old?, regia di David W. Griffith (1911)
- Fisher Folks, regia di David W. Griffith (1911)
- The Lily of the Tenements, regia di David W. Griffith (1911)
- A Decree of Destiny, regia di David W. Griffith (1911)
- Conscience, regia di D.W. Griffith (1911)
- Was He a Coward?, regia di David W. Griffith (1911)
- Teaching Dad to Like Her, regia di David W. Griffith e Frank Powell (1911)
- Cured, regia di Frank Powell (1911)
- The Spanish Gypsy, regia di David W. Griffith (1911)
- Priscilla and the Umbrella, regia di Frank Powell (1911)
- The Chief's Daughter, regia di David W. Griffith (1911)
- Madame Rex, regia di David W. Griffith (1911)
- A Knight of the Road, regia di David W. Griffith (1911)
- His Mother's Scarf, regia di David W. Griffith (1911)
- The Two Sides, regia di David W. Griffith (1911)
- In the Days of '49, regia di David W. Griffith (1911)
- The New Dress, regia di David W. Griffith (1911)
- The Crooked Road, regia di David W. Griffith (1911)
- Enoch Arden: Part I, regia di David W. Griffith (1911)
- The Primal Call, regia di David W. Griffith (1911)
- Fighting Blood, regia di David W. Griffith (1911)
- Bobby, the Coward, regia di David Wark Griffith (1911)
- The Indian Brothers, regia di David W. Griffith (1911)
- A Country Cupid, regia di David W. Griffith (1911)
- The Last Drop of Water, regia di David W. Griffith (1911)
- Out from the Shadow, regia di David W. Griffith (1911)
- The Sorrowful Example, regia di David W. Griffith (1911)
- The Blind Princess and the Poet, regia di David W. Griffith (1911)
- The Rose of Kentucky, regia di David W. Griffith (1911)
- Swords and Hearts, regia di D.W. Griffith (1911)
- The Baron, regia di Mack Sennett (1911)
- The Squaw's Love, regia di David W. Griffith (1911)
- Trailing the Counterfeiter, regia di Mack Sennett (1911)
- The Adventures of Billy, regia di David W. Griffith (1911)
- The Long Road, regia di David W. Griffith (1911)
- The Battle, regia di David W. Griffith (1911)
- Cuore d'avaro (The Miser's Heart), regia di David W. Griffith (1911)
- A Woman Scorned, regia di David W. Griffith (1911)
- The Failure, regia di David W. Griffith (1911)
- A Terrible Discovery, regia di David W. Griffith (1911)
- The Baby and the Stork, regia di David W. Griffith (1912)
- The Old Bookkeeper, regia di David W. Griffith (1912)
- For His Son, regia di David W. Griffith (1912)
- Billy's Stratagem, regia di D.W. Griffith (1912)
- Under Burning Skies, regia di David W. Griffith (1912)
- A String of Pearls, regia di David W. Griffith  (1912)
- The Girl and Her Trust, regia di David W. Griffith (1912)
- Iola's Promise, regia di David W. Griffith – cortometraggio (1912)
- The Root of Evil, regia di D.W. Griffith  (1912)
- The Goddess of Sagebrush Gulch, regia di David W. Griffith (1912)
- Help! Help!, regia di Mack Sennett e Dell Henderson (1912)
- One Is Business, the Other Crime, regia di David W. Griffith (1912)
- The Lesser Evil, regia di David W. Griffith (1912)
- The Old Actor, regia di David W. Griffith (1912)
- A Lodging for the Night, regia di David W. Griffith (1912)
- When Kings Were the Law, regia di David W. Griffith (1912)
- A Close Call, regia di Mack Sennett (1912)
- A Beast at Bay, regia di David W. Griffith (1912)
- Algy the Watchman, regia di Henry Lehrman (1912)
- Home Folks, regia di David W. Griffith (1912)
- A Temporary Truce, regia di David W. Griffith (1912)
- Lena and the Geese, regia di David W. Griffith (1912)
- The Spirit Awakened, regia di David W. Griffith (1912)
- A Dash Through the Clouds, regia di Mack Sennett (1912)
- The School Teacher and the Waif, regia di David Wark Griffith (1912)
- One Round O'Brien, regia di Mack Sennett (1912)
- The Would-Be Shriner (1912)
- Black Sheep, regia di D.W. Griffith e di Wilfred Lucas (1912)
- The Narrow Road, regia di David Wark Griffith (1912)
- The Tourists (1912)
- A Child's Remorse, regia di David Wark Griffith (1912)
- The Inner Circle, regia di David Wark Griffith (1912)
- A Pueblo Legend, regia di David Wark Griffith (1912)
- Blind Love, regia di David Wark Griffith (1912)
- Two Daughters of Eve, regia di David Wark Griffith (1912)
- The Chief's Blanket, regia di David Wark Griffith (1912)
- In the Aisles of the Wild, regia di David Wark Griffith (1912)
- The Musketeers of Pig Alley, regia di David Wark Griffith (1912)
- Heredity, regia di David Wark Griffith (1912)
- Gold and Glitter, regia di David Wark Griffith e Frank Powell (1912)
- The Massacre, regia di David W. Griffith (1912)
- My Baby, regia di David Wark Griffith (1912)
- The Informer, regia di David Wark Griffith (1912)
- Brutality, regia di David Wark Griffith (1912)
- Il cappello di Parigi (The New York Hat), regia di David Wark Griffith (1912)
- My Hero, regia di David Wark Griffith (1912)
- The Burglar's Dilemma, regia di David Wark Griffith (1912)
- A Cry for Help, regia di David Wark Griffith (1912)
- Bill Bogg's Windfall, regia di Dell Henderson (1912)
- The Telephone Girl and the Lady, regia di David W. Griffith (1913)
- An Adventure in the Autumn Woods, regia di David W. Griffith (1913)
- The Tender Hearted Boy, regia di David W. Griffith (1913)
- Oil and Water, regia di David W. Griffith (1913)
- Drink's Lure, regia di David W. Griffith (1913)
- Broken Ways, regia di David W. Griffith (1913)
- A Girl's Stratagem, regia di David W. Griffith (1913)
- Fate, regia di David W. Griffith (1913)
- The Sheriff's Baby, regia di David W. Griffith (1913)
- The Little Tease, regia di David W. Griffith (1913)
- A Misunderstood Boy', regia di David W. Griffith (1913)
- The Left-Handed Man, regia di David W. Griffith (1913)
- The Tenderfoot's Money (1913)
- The House of Darkness, regia di D.W. Griffith (1913)
- A Rainy Day, regia di Dell Henderson (1913)
- The Yaqui Cur, regia di D.W. Griffith (1913)
- Just Gold, regia di David W. Griffith (1913)
- A Timely Interception, regia di David W. Griffith (1913)
- Red Hicks Defies the World (1913)
- Death's Marathon, regia di David W. Griffith (1913)
- Almost a Wild Man (1913)
- The Mothering Heart, regia di David W. Griffith (1913)
- Her Mother's Oath, regia di David W. Griffith (1913)
- The Reformers; or, The Lost Art of Minding One's Business, regia di David W. Griffith (1913)
- A Gambler's Honor (1913)
- The Work Habit, regia di Anthony O'Sullivan (1913)
- Two Men of the Desert, regia di David W. Griffith (1913)
- A Woman in the Ultimate, regia di Dell Henderson (1913)
- A Modest Hero (1913)
- An Unjust Suspicion (1913)
- The Chieftain's Sons (1913)
- His Inspiration, regia di Christy Cabanne (1913)
- By Man's Law (1913)
- The Battle at Elderbush Gulch, regia di David W. Griffith (1913)
- Her Wedding Bell (1913)
- Giuditta di Betulla (Judith of Bethulia), regia di David W. Griffith (1914)
- Brute Force, regia di D.W. Griffith (1914)
- La ribellione di Kitty Belle (The Rebellion of Kitty Belle), regia di Christy Cabanne (1914)
- The Secret Nest (1914)
- The Backslider, regia di J. Farrell MacDonald (1914)
- The War of Wealth (1914)
- The Spirit of Jealousy (1914)
- The First Law (1914)
- The Broken Rose (1914)
- Hearts of Gold (1914)
- The Fleur-de-Lis Ring (1914)
- The Way Back (1914)
- The Deacon's Son (1914)
- A Matter of Court, regia di Dell Henderson (1914)
- The House of Silence (1914)
- Enoch Arden, regia di Christy Cabanne (1915)
- Strathmore, regia di Francis J. Grandon (1915)
- Gridley's Wife, regia di Giles Warren (1915)
- The Deadly Focus (1915]
- Tangled Paths, regia di Christy Cabanne (1915)
- The Lamb, regia di Christy Cabanne (1915)
- The Gambler of the West (1915)
- Sotto l'unghia dei tiranni (Martyrs of the Alamo), regia di W. Christy Cabanne (1915)
- A Romance of the Alps (1915)
- The Friends of the Sea (1915)
- The Opal Pin (1915)
- The Bankhurst Victory (1915)
- The Decoy (1915)
- Pathways of Life, regia di Christy Cabanne (1916)
- The Smugglers (1916)
- The Indian, regia di David Miles (1916)
- Intolerance: Love's Struggle Throughout the Ages, regia di David W. Griffith (1916)
- The Old Folks at Home, regia di Chester Withey (1916)
- The Heiress at Coffee Dan's, regia di Edward Dillon (1916)
- Nina, the Flower Girl, regia di Lloyd Ingraham (1917)
- Big Timber, regia di William Desmond Taylor (1917)
- Aladino e la lampada magica (Aladdin and the Wonderful Lamp), regia di Chester M. Franklin, Sidney Franklin (1917)
- The Fair Barbarian, regia di Robert Thornby (1917)
- Cupid's Roundup, regia di Edward LeSaint  (con il nome Al Padgett) (1918)
- The Girl with the Champagne Eyes, regia di Chester M. Franklin (1918)
- When a Girl Loves, regia di Phillips Smalley e Lois Weber (1919)

### Regista
- The Birthday Ring (1913) (non confermato)